# Lori Dupuis
Lori Dupuis (14 novembre 1972) è un'ex hockeista su ghiaccio canadese.
Ha vinto due medaglie olimpiche nell'hockey su ghiaccio, conquistando con la sua nazionale la medaglia d'oro alle Olimpiadi invernali 2002 svoltesi a Salt Lake City e precedentemente la medaglia d'argento alle Olimpiadi invernali di Nagano 1998.
Ha vinto inoltre tre medaglie d'oro (1997, 1999 e 2000) nelle sue partecipazioni ai campionati mondiali di hockey su ghiaccio femminile.